# 스포비
주식회사 스포비(SPOBEE)는 스포츠 영상 기록 및 야구 기록 등의 서비스를 제공하는 대한민국의 벤처기업이다.
국내 최저비용 최고성능의 영상촬영시스템 (라이브방송, 비디오판독 가능) 기술을 보유하고 있음.
1. ↑  (주)스포비 (spobee). “Spobee | 사회인 야구 | 기록 | 영상 | 홈페이지”. 2024년 10월 24일에 확인함.